# 过兴先
过兴先（1915年7月5日—2011年），男，江苏无锡人，中国农学家，曾任浙江大学教授，浙江省农业科学研究所研究员、所长，中国农学会常务理事。

## 家庭
岳父薛明劍，妻子薛禹谷。